# Schutterswei (gevangenis)
De Schutterswei is een voormalige gevangenis gelegen in de Nederlandse stad Alkmaar. 
De gevangenis werd in 1884 geopend in de Alkmaarderhout. De penitentiaire inrichting (PI) beschikte over 26 cellen. In 1889 werd besloten tot uitbreiding tot 104 cellen van deze inrichting. In 1893 werd deze uitbreiding in gebruik genomen. De gevangenis kreeg met de uitbreiding ook een markante ingang aan de Prins Bernhardlaan met aan weerszijden dienstwoningen. Na deze uitbreiding werd het huis van bewaring nog enkele keren uitgebreid. Uiteindelijk bood de inrichting plek aan 122 gedetineerden. Het ontwerp van de inrichting is van de hand van rijksbouwmeester Johan F. Metzelaar.
Gemiddeld verbleven er 40 gevangenen in de penitentiaire inrichting, het Rijk besloot de inrichting in 1928 dan ook te sluiten wegens onderbezetting. De inrichting werd in 1937 echter weer na enige aanpassingen in gebruik genomen wegens een cellentekort. Het complex werd gedurende de eerste decennia van zijn bestaan de ‘cellulaire gevangenis De Hout’ genoemd. De naam "Schutterswei" is voor het eerst gepubliceerd in 1949.
Sinds de sluiting van de PI in 2012 is het gebouw herbestemd tot hotel. Deze bestemming werd vanaf 2021 gerealiseerd.